# Фоміна-Клоц Олена Сергіївна
Оле́на Сергі́ївна Фоміна́-Кло́ц (* 1989) — російська і українська тенісистка.

## З життєпису
Народилась 1989 року. З 2005 року по жовтень 2017 року представляла Україну.
Виграла один одиночний титул і 25 парних титулів на ITF Circuit. 3 квітня 2017 року піднялася до 520-го місця в одиночному розряді світу. 30 січня 2023 року досягла 113-го місця в парному рейтингу WTA.
Дебютувала в турнірі WTA Tour 2014 Topshelf Open, виступаючи з партнеркою Крістіною Шаковець у парному розряді, але програла свій матч першого раунду проти Марії Кириленко та Яніни Вікмаєр.
Станом на січень 2023 року не представляла якусь країну.